# Undine (Mythologie)

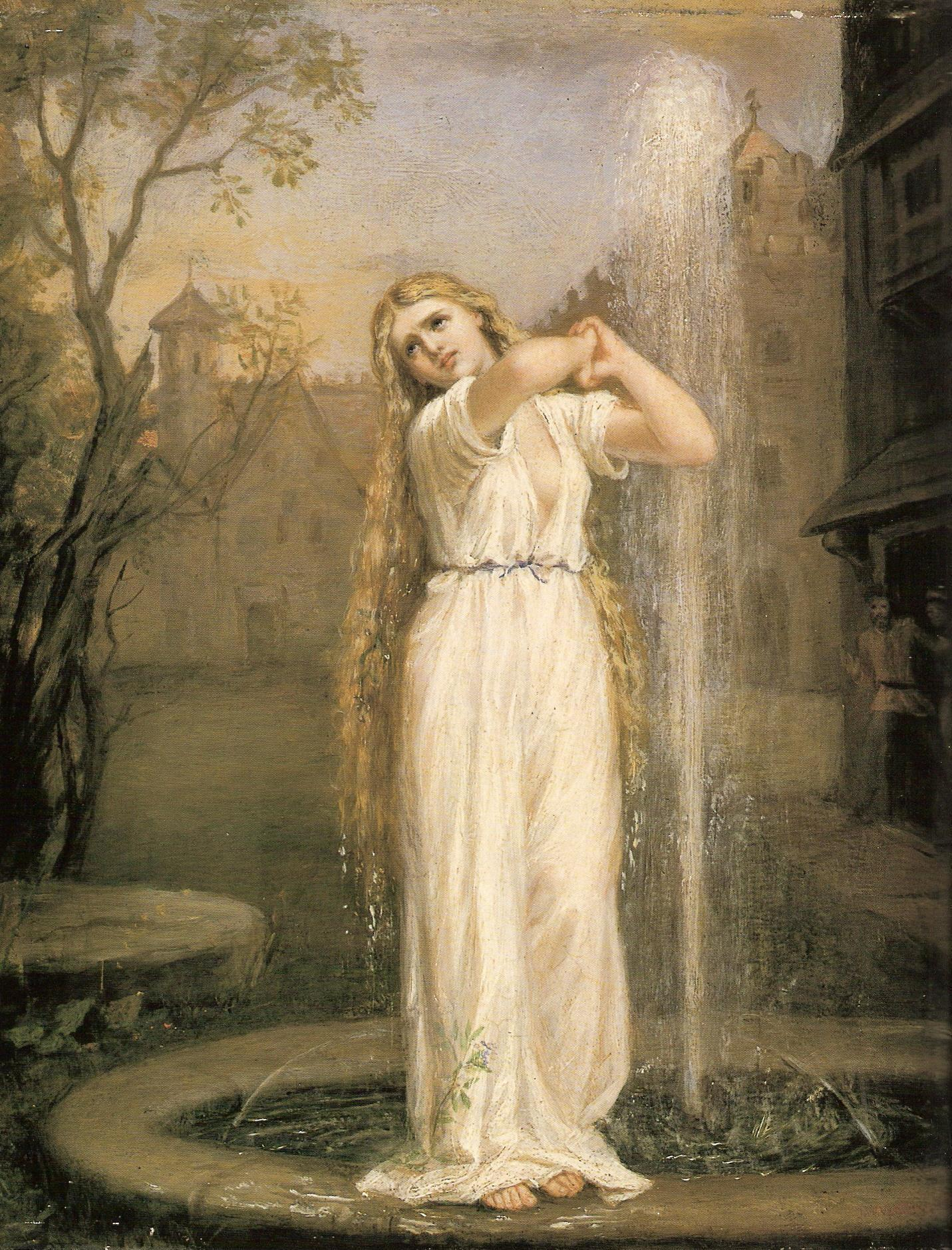
Undine von John William Waterhouse, 1872

Undine (selten auch Undene, französisch ondine „Wassergeist“, „Nixe“) ist ein weiblicher, jungfräulicher Wassergeist. Sie gehört zu den sogenannten halbgöttlichen Elementargeistern. Der Name ist sowohl von althochdeutsch undia (gemeingermanisch unþī, neuhochdeutsch die Unde) als auch lateinisch unda mit der identischen Bedeutung „Welle“ abgeleitet, für die eine gemeinsame indogermanische Wurzel angenommen wird.
Die Figur der Undine stammt aus der Sage des oberrheinischen Rittergeschlechts der Staufenberg. Der Stoff ist in einem Gedicht um 1320 enthalten und wurde vielfach adaptiert.

## Eigenschaften
Nach Paracelsus handelt es sich um ein Elementarwesen, welches der mythologischen Gattung Nymphe angehört und das Element Wasser verkörpert. Ihm zufolge kann sie gewöhnlich in Waldseen oder Wasserfällen entdeckt werden. Manchmal ist der bezaubernde Gesang einer Undine über dem Wasser zu hören. Meist treten Undinen wie Nymphen als dienende Begleiterinnen von Göttern in Erscheinung.
Die Undine bekommt erst dann eine Seele, wenn sie sich mit einem Menschen vermählt. Einem untreuen Gatten bringt die Undine den Tod. (In dem Stück von Jean Giraudoux lassen die Wassergeister, die sie kennen, ihren Gatten Hans sterben, und sie kann sich später nicht mehr an ihn erinnern.)

## Ähnliche Sagenfiguren
Einige Aspekte der Undinen sind auch in der griechischen Mythologie zu finden. Vergleichbar sind insbesondere die griechischen Nymphen der Quellen, Flüsse und Seen (Najaden), ferner die Okeaniden und Nereiden, zum Beispiel Amphitrite. Griechische Wassernymphen können Unheil bringen, sie verursachen zum Beispiel den Tod von Herakles’ Liebling Hylas. Die „schaumgeborene“ Aphrodite steht ebenfalls in enger Verbindung mit dem Wasser, ist aber im Gegensatz zu Nymphen und Undinen eine vollwertige Göttin. Das Motiv des verführerischen Gesangs ist bei den vogelgestaltigen Sirenen wiederzufinden, die am Meerufer sitzen und vorbeifahrende Schiffer in den Tod locken.
Auch in anderen Sagenkreisen wird den Wassernymphen eine bezaubernde Stimme zugeschrieben. Der Wassergesang verbindet Undinen auch mit Zauberwesen wie der Loreley oder der nachts auf dem Meer mit Glocken singenden Tochter des Königs der im Meer versunkenen Stadt Ys. Vergleichbares findet sich in der Sage von der magischen Stadt Vineta, die ebenfalls aus Hochmut im Meer versank. Zudem gibt es eine Vielzahl an lokalen Sagen zu weiblichen Flussgeistern, die Ähnlichkeiten mit der Undinenfigur aufweisen, wie etwa das Donauweibchen aus Wien.
Ähnliche Wesen in der slawischen Mythologie werden als Rusálka oder Russalka bezeichnet.

## Rezeption

### Musik
Schauspielmusik und Oper
- Ferdinand Kauer: Das Donauweibchen (1798), ein „romantisch-komisches Volksmährchen mit Gesang in drey Aufzügen“, Text: Karl Friedrich Hensler[2]
- E. T. A. Hoffmann: Undine, romantische Zauberoper (1816), Libretto: Friedrich de la Motte Fouqué
- Ignaz von Seyfried: Undine, die Braut aus dem Wasserreiche. Ein Zauberspiel mit Gesang in drei Aufzügen (1817), nach Friedrich de la Motte Fouqué
- Christian Friedrich Johann Girschner Oper Undine (1830), Libretto: Friedrich de la Motte Fouqué
- Johann Peter Emilius Hartmann: Oper Undine (Uraufführung 1842)
- Albert Lortzing: Undine, romantische Zauberoper in vier Akten (1845)[3]
- Alexei Fjodorowitsch Lwow: Oper Undine (Uraufführung 1847)
- Richard Wagner: Opernzyklus Der Ring des Nibelungen (1851–1874) mit den Rheintöchtern (Flussnixen) als Protagonistinnen
- Peter Tschaikowski: Oper Undina in drei Akten (1869), Libretto: Wladimir Sollogub (1870). Tschaikowski vernichtete die Oper. Die Introduktion verwendet er jedoch im 2. Satz seiner 2. Symphonie, die Arie der Undina findet sich in der Schauspielmusik Schneeflöckchen wieder und das Adagio des 2. Akts taucht im Finale im 3. Akt des Balletts Schwanensee wieder auf.

#### Ballett
- Cesare Pugni: Ondine, Ballett (1843/1851), Choreografie: Jules Perrot und Fanny Cerrito
- Hans Werner Henze: Undine, Ballett in drei Akten (1957), Libretto: Frederick Ashton (nach Friedrich de la Motte Fouqué), Uraufführung 1958

Sonstige klassische Musik
- Carl Reinecke: Undine-Sonate op. 167 für Flöte und Klavier (1885)
- Maurice Ravel: Gaspard de la nuit, dreisätziges Werk für Klavier, erster Satz: Ondine (1908)
- Claude Debussy: Prélude Ondine aus der zweiten Sammlung (Livre II) mit zwölf Préludes (gedruckt 1912)
- Hans Werner Henze: Erste und Zweite Suite Undine für Orchester (1958)
- Cécile Chaminade: L'Ondine, op. 101 für Klavier

Rockmusik
- Das Lied Firth of Fifth von Genesis in dem Progressive-Album Selling England by the Pound zitiert die Undinal Songs (1973)
- Das Lied Undine (Sey Meyn Schutzgeist) der deutschen Metal-Band Eden Weint Im Grab (2008)

### Theater
- Alban Nikolai Herbst: Undine[4], Verlag der Autoren 1985, Uraufführung in der Alten Weberei Gütersloh 2010.
- Jean Giraudoux: Undine. Entstanden 1939 (Originaltitel: Ondine). Übers. von Hans Rothe: Undine, 1962. Französische Uraufführung 1939 im Théâtre de l’Athénée, Paris.

### Film
- Fairy – ein modernes Märchen (1977), Regie: Vojtěch Jasný. Der Fernsehfilm (ZDF) versetzt das Undine-Motiv in die Gegenwart.
- Ondine – Das Mädchen aus dem Meer (2009), Autor und Regisseur: Neil Jordan. Ein irischer Fischer fängt in seinem Fischernetz ein Mädchen, das vorgibt, eine Meerjungfrau zu sein.
- Undine (2020), Autor und Regisseur: Christian Petzold. „Die Historikerin Undine arbeitet als Stadtführerin in Berlin. Als ihr Freund sie verlässt, holt sie der Fluch des alten Mythos ein. Undine muss den Mann, der sie verrät, töten und ins Wasser zurückkehren“[5]

### Bildende Kunst

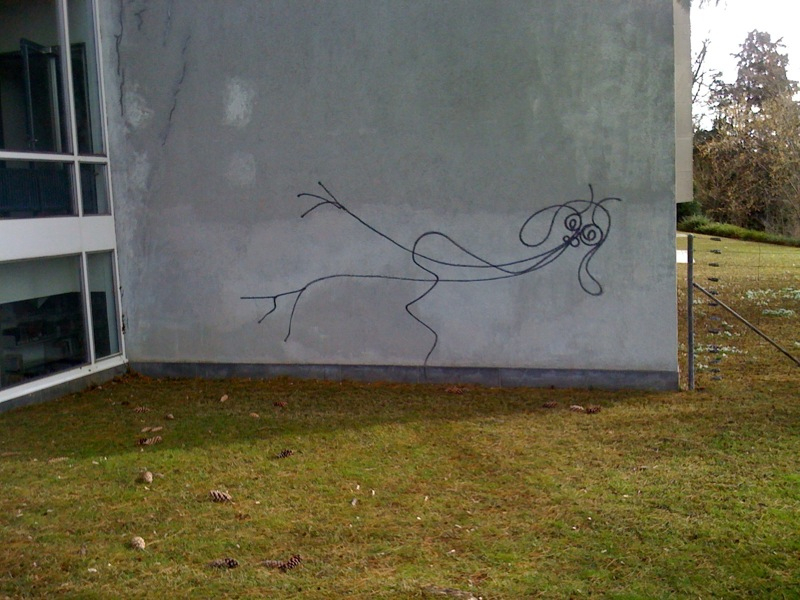
Undine von Harald Naegeli, Zürich 1978

- Undine von Harald Naegeli, Zürich 1978

### Computerspiele
- In der Tales-of-Reihe erscheint Undine mehrfach als Elementargeist (Tales of Symphonia, Tales of Eternia). Sie verkörpert das Wasser und ist der direkte Gegenspieler Ifrits, des Elementargeists des Feuers.
- Im PS4-Game Sword Art Online Lost Song kann man die Undinen Asuna und Sumeragi als spielbare Charakter verwenden.
- Im Indiespiel Undertale trifft man auf die Anführerin der Königsgarde, die den Namen Undyne trägt.
- In Star Trek Online wird die von den Borg benannte nicht-humanoide Spezies 8472 als Undinen bezeichnet.[6]
- Im 1993 erschienenen Super Nintendo Spiel Secret of Mana kommt Undine als Wasserfest vor.

### Anime und Manga
- In der Animeserie Sword Art Online (jap: ソードアート・オンライン) sind die Undinen (im Original ウンディーネ geschrieben) eine der neun Spielbaren Rassen des VRMMORPGs Alfheim Online. Asuna ist ein bekanntes Mitglied dieser Rasse.

## Rezeption des Namens Undine
- Name von Wassersportvereinen, z. B. von Rudervereinen in Offenbach, Radolfzell und Saarbrücken.
- Edith Wharton, eine begeisterte Goethe-Leserin, gab der Hauptfigur ihres Romans The Custom of the Country (1913) den Namen Undine Spragg.
- Im Ostseebad Binz auf der Insel Rügen gibt es die Villa Undine in regionaltypischer Bäderarchitektur. Die Lage direkt am Meer war Inspiration für die Namensgebung.
- Ein Gebäude im Mertonviertel in Frankfurt am Main, das derzeit von der BaFin genutzt wird, trägt den Namen Undine, wohl in Anspielung auf die wellenförmig geschwungene Grundlinie der Fassade.
- In der Comicreihe ASH – Austrian Superheroes ist Undine eine der Protagonisten, die unter dem Decknamen Donauweibchen mit ihrer Fähigkeit, das Wasser zu beherrschen, zusammen mit ihren Kollegen Bürokrat, Lady Heumarkt und Captain Austria jun. alle möglichen Gefahren von Österreich abwenden muss.

## Sekundärliteratur
- Francoise Ferlan: Le thème d’Ondine dans la littérature et l’opéra allemands au XIXème siècle. Publications universitaires européennes, Sér. 1: Langue et littérature allemandes, 992. Lang, Bern 1987, ISBN 3-261-03692-3
- Irmgard Roebling Hg.: Sehnsucht und Sirene. Vierzehn Abhandlungen zu Wasserphantasien. Centaurus, Pfaffenweiler 1992
- Anna Maria Stuby: Liebe, Tod und Wasserfrau. Mythen des Weiblichen in der Literatur. Wiesbaden 1992
- Mona El Nawab: Ingeborg Bachmanns „Undine geht“. Ein stoff- und motivgeschichtlicher Vergleich mit Friedrich de LaMotte-Fouqués „Undine“ und Jean Giraudoux' „Ondine“. Königshausen & Neumann, Würzburg 1993, ISBN 3-88479-764-6
- Ruth Fassbind-Eigenheer: Undine, oder Die nasse Grenze zwischen mir und mir. Ursprung und literarische Bearbeitungen eines Wasserfrauenmythos, von Paracelsus über Friedrich de la Motte Fouqué zu Ingeborg Bachmann. Stuttgarter Arbeiten zur Germanistik 291. Heinz, Stuttgart 1994. Diss. Univ. Zürich 1992/93. ISBN 3-88099-295-9
- Gabriele Bessler: Von Nixen und Wasserfrauen. Köln 1995
- Andreas Kraß: Meerjungfrauen. Geschichten einer unmöglichen Liebe. Fischer, Frankfurt am Main 2010, ISBN 978-3-10-038195-8.
- Jörg Krämer: Undine. In: Mittelalterrezeption im Musiktheater. Ein stoffgeschichtliches Handbuch, hg. v. Michael Waltenberger und Bernd Zegowitz. De Gruyter, Berlin/Boston 2021, S. 424–437.
- Irene Krieger: Undine, die Wasserfee. Friedrich de la Motte Fouqué's Märchen aus der Feder der Komponisten. Centaurus, Herbolzheim 2000. (Reihe Musikwissenschaft 6) ISBN 3-8255-0260-0
- Beate Otto: Unterwasser-Literatur. Von Wasserfrauen und Wassermännern. Würzburg 2001
- Antje Syfuss: Nixenliebe. Wasserfrauen in der Literatur. Haag + Herchen, Frankfurt 2006